# Atheta boreella
Atheta boreella är en skalbaggsart som beskrevs av Lars Zakarias Brundin 1948. Atheta boreella ingår i släktet Atheta, och familjen kortvingar. Arten är reproducerande i Sverige.